# IPod Touch (5‑го покоління)
Пʼяте покоління iPod Touch (стилізовано для продажів як iPod touch, і розмовно відомий як iPod Touch 5G, iPod Touch 5, або iPod 5) — універсальний кишеньковий комп'ютер, що був розроблений і продавався компанією Apple Inc., із сенсорним інтерфейсом користувача, що змінив четверте покоління iPod Touch. Представлене на медіа-заході Apple разом з iPhone 5 12 вересня 2012 року та випущено 11 жовтня 2012 року. Він сумісний з iOS 9.3.5, яка була випущена 25 серпня 2016 року.
Як і iPhone 5, iPod Touch п'ятого покоління є тоншою та легшою моделлю серії, із 4-дюймовим екраном з високою роздільною здатністю і широкоформатним співвідношенням сторін 16:9, подібно до iPhone 5, 5C і 5S. Інші вдосконалення включають підтримку запису відео 1080p і панорамних фотографій через задню камеру, світлодіодний спалах, чип Apple A5 (той самий чип, що використовується в iPad Mini (1-го покоління), iPad 2 та iPhone 4S) і підтримку голосового помічника Apple — Siri.
IPod Touch п'ятого покоління був випущений у більшій кількості кольорів, ніж його попередники. Спочатку він був оснащений чорним екраном і сланцевою задньою панеллю, а також білим екраном з п'ятьма варіантами кольорів задньої панелі, включаючи сріблястий, рожевий, жовтий, блакитний і червоний (Product Red), однак після випуску iPhone 5S сланцевий колір був змінений на космічний сірий, а інші кольори залишилися без змін.
Спочатку пристрій продавався лише в моделях з обсягом сховища 32 ГБ та 64 ГБ. Перша модель на 16 ГБ, представлена 30 травня 2013 року, була доступна лише в одній колірній комбінації (чорний екран із сріблястою задньою панеллю) і не мала задньої камери iSight, світлодіодного спалаху та iPod Touch Loop, який входить до моделей на 32 ГБ. 26 червня 2014 року його замінили на нову модель на 16 ГБ, яка більше не виключала наявність задньої камери та включала повний діапазон кольорів. Ціни на iPod Touch також змінилися. Модель на 16 ГБ коштувала 199 доларів замість 229 доларів, модель на 32 ГБ — 249 доларів замість 299 доларів, а модель на 64 ГБ — 299 доларів замість 399 доларів. Продажі iPod Touch (5-го покоління) було офіційно припинено компанією Apple 15 липня 2015 року з випуском його наступника, iPod Touch (6‑го покоління).

## Особливості

### Програмне забезпечення
IPod Touch п'ятого покоління оснащений iOS, мобільною операційною системою Apple. Інтерфейс користувача iOS заснований на концепції прямого маніпулювання за допомогою мультитач жестів. Елементи керування інтерфейсом складаються з повзунків, перемикачів і кнопок. Взаємодія з операційною системою включає такі жести, як проведення пальцем, натискання, зведення пальців і розведення пальців, усі з яких мають конкретні визначення в контексті операційної системи iOS та її мультисенсорного інтерфейсу. Внутрішні акселерометри використовуються деякими програмами, щоб реагувати на струс пристрою (одним із поширених результатів є команда скасування введення) або обертання його вертикально (одним із поширених результатів є перемикання з портретного режиму в альбомний).
Спочатку пристрій поставлявся на базі операційної системи iOS 6, яка була випущена 19 вересня 2012 року, та дозволяла відтворювати музику, фільми, телевізійні шоу, електронні книги, аудіокниги та подкасти, а також може сортувати медіатеку за піснями, виконавцями, альбомами, відео, списками відтворення, жанрами, композиторами, подкастами, аудіокнигами та збірками. Користувачі можуть повертати свій пристрій горизонтально в альбомний режим, щоб отримати доступ до Cover Flow. Ця функція показує різні обкладинки альбомів у бібліотеці фотографій із прокручуванням. Прокрутка здійснюється шляхом проведення пальцем по екрану. Крім того, елементи керування гарнітурою можна використовувати для призупинення, відтворення, пропуску та повторення треків. Однак навушники, які постачаються з iPod, не включають пульт дистанційного керування та мікрофон. Функцію керування голосом також можна використовувати для визначення треку, відтворення пісень у списку відтворення чи певного виконавця або створення списку відтворення Genius.
Як і iPhone 4S і новіші моделі, iPod Touch п'ятого покоління був першим у лінійці iPod Touch, який підтримував Siri, що дозволяє користувачеві керувати пристроєм за допомогою голосових команд. Програмне забезпечення було вдосконалено в iOS 6, щоб включати можливість бронювати столики в ресторанах, запускати програми, диктувати оновлення для Facebook або Твіттера, отримувати огляди фільмів і детальну спортивну статистику. Вводити текст може допомогти голосовий помічник, який перетворює мовлення в текст, а також підтримує iMessage, спеціалізовану програму та сервіс для обміну миттєвими повідомленнями, що дозволяє необмежено надсилати текстові повідомлення на інші пристрої Apple під керуванням iOS 5 або новішої версії. Деякі новіші програми та функції, які поставлялися з iOS 6, включали Apple Maps, Passbook і дзеркальне відображення екрана. Apple Maps, яка замінила колишню програму для карт (на платформі Google Maps), не мала багатьох функцій, наявних у конкуруючих програмах карт, а також, як відомо, давала неправильні вказівки користувачам, які все ще не були виправлені після оновлення iOS 7. У новому додатку Apple Maps використовується новий векторний механізм Apple, який усуває затримку, що забезпечує більш плавне масштабування. Новинкою в Картах є покрокова навігація, голосові підказки, 3D-огляди деяких великих міст і затори в реальному часі. Нова програма Passbook може зберігати такі документи, як посадкові талони, вхідні квитки, купони та картки постійного покупця. Пристрій iOS з Passbook можна сканувати під зчитувачем для обробки мобільного платежу в місцях із сумісним обладнанням. З'явилася функція AirPlay, яка дозволяє дублювати зображення екрану iPod Touch через Apple TV або інший підтримуваний зовнішній пристрій, і був першим поколінням iPod Touch, яке підтримувало цю функцію.
iOS 7 була випущена 18 вересня 2013 року для всіх пристроїв iOS. Це покоління було єдиним у лінійці iPod Touch, на якому працювала iOS 7. 2 червня 2014 року було оголошено, що iPod Touch 5-го покоління отримає iOS 8 цієї осені. Операційна система була випущена 17 вересня 2014 року.
8 червня 2015 року на WWDC Apple було підтверджено, що iPod Touch 5-го покоління підтримуватиме iOS 9. Це робить його першим і єдиним iPod touch, який підтримує 4 основні версії iOS: iOS 6, iOS 7, iOS 8 та iOS 9. За словами Apple, iOS 9 має покращення продуктивності, яке може сприяти плавнішому старінню функціонуванню пристрою. Інші пристрої на базі чипа Apple A5 також підтримуватимуть iOS 9, включаючи iPad 2 (6 основних версій iOS), iPhone 4S (5 основних версій iOS) та iPad Mini (4 основні версії iOS).
iOS 9.3.5 — це останнє оновлення, яке підтримує iPod Touch 5-го покоління, оскільки пристрій несумісний з iOS 10, як і iPhone 4S, iPad 2 і iPad 3, а також iPad Mini 1-го покоління через апаратні обмеження.

### Апаратне забезпечення
iPod Touch п'ятого покоління має чип Apple A5, схожий на чип у iPhone 4S, iPad 2 та iPad Mini. Чип містить двоядерний процесор ARM Cortex-A9 з частотою 1 ГГц і графічний процесор PowerVR SGX543MP2 (2-ядерний), що робить його швидшим, ніж iPod Touch четвертого покоління, який використовує чип Apple A4. Обсяг сховища доступний в розмірах 32 або 64 ГБ, а 16 ГБ було представлено пізніше, щоб замінити попереднє покоління iPod Touch.
Дисплей Retina iPod подібний до iPhone 5, розміром 1136 на 640 пікселів із співвідношенням сторін майже 16:9. Діагональ дисплея 4 дюйми, розмір дисплея 6,7 квадратних дюймів і щільність пікселів 326 пікселі на дюйм, яка залишається такою ж, як у четвертого покоління. Іконки програм розташовані у вигляді матриці з 6 рядів по 4 іконки в кожному. Завдяки більшому екрану, ніж у моделі попереднього покоління, iPod Touch п'ятого покоління дозволяє додати 6-й рядок іконок до 5 рядків, які були присутні в iPod Touch четвертого покоління. Однак у iPod Touch п'ятого покоління відсутній датчик зовнішнього освітлення, який був у попереднє покоління. Нова камера iSight має 5 мегапікселів і здатна записувати відео 1080p за допомогою сенсора з підсвічуванням і світлодіодного спалаху. Фронтальна камера також була оновлена до 1,2 мегапікселів і здатна знімати відео 720p порівняно з VGA 0,3-мегапіксельною фронтальною камерою у четвертому поколінні.

### Дизайн
iPod Touch п'ятого покоління має алюмінієвий цільний корпус, який виготовлений з того ж анодованого алюмінію, що використовується в лінійці MacBook. З новою камерою iSight та світлодіодним спалахом iPod Touch містить нову функцію, відому як iPod Touch Loop. У нижньому лівому куті задньої панелі iPod Touch є кнопка, яку можна натиснути, щоб прикріпити ремінець на зап'ясті до iPod Touch. Інші візуальні зміни в iPod Touch включають додавання кольорів і повернення чорної Wi-Fi антени.
Версія на 16 ГБ, яка не включала камеру iSight, світлодіодний спалах і iPod Touch Loop, була випущена 30 травня 2013 року. 26 червня 2014 року ця модель була замінена на модель оригінального дизайну (як у решти пристроїв цього покоління) із обсягом сховища 16 ГБ.
| Колір задньої панелі | Колір передньої панелі | Кільце камери | Loop Button | Антена | Обсяг сховища     |
| -------------------- | ---------------------- | ------------- | ----------- | ------ | ----------------- |
| Сланцевий            | Чорний                 | Чорне         | Чорний      | Чорна  | 32 ГБ 64 ГБ       |
| Космічний Сірий      | Чорний                 | Чорне         | Сріблятий   | Чорна  | 16 ГБ 32 ГБ 64 ГБ |
| Сріблятий            | Білий                  | Срібляте      | Сріблятий   | Чорна  | 16 ГБ 32 ГБ 64 ГБ |
| Жовтий               | Білий                  | Срібляте      | Сріблятий   | Чорна  | 16 ГБ 32 ГБ 64 ГБ |
| Блакитний            | Білий                  | Срібляте      | Сріблятий   | Чорна  | 16 ГБ 32 ГБ 64 ГБ |
| Рожевий              | Білий                  | Срібляте      | Сріблятий   | Чорна  | 16 ГБ 32 ГБ 64 ГБ |
| (PRODUCT) Red        | Білий                  | Срібляте      | Сріблятий   | Чорна  | 16 ГБ 32 ГБ 64 ГБ |

### Аксесуари

Роз'єм Apple Lightning

iPod Touch п'ятого покоління, а також iPhone 5, iPod Nano (7-го покоління), iPad (4-го покоління) і iPad Mini мають новий док-коннектор під назвою Lightning, який замінив 30-контактний док-роз'єм Apple, який вперше був представлений Apple в 2003 році в iPod третього покоління. Роз'єм Apple Lightning має вісім контактів, і вся передача даних є цифровою. Новий роз'єм також можна вставити будь-яким способом, на відміну від 30-контактного роз'єму, який можна вставити лише одним способом. Apple випустила адаптери для переходу з роз'єму Apple Lightning на старий 30-контактний роз'єм Apple Dock або USB, хоча не всі аксесуари будуть працювати з адаптером, оскільки не всі сигнали доступні, зокрема відеовихід і функція iPod Out для автомобілів BMW.
Навушники, відомі як Apple EarPods, також входять до комплекту iPod touch п'ятого покоління та інших пристроїв, анонсованих на медіа-заході Apple 12 вересня 2012 року. Вони замінили навушники, які були в комплекті з iPhone та iPod попереднього покоління. За словами фахівців галузі, редизайн навушників спрямований на покращення якості звуку, дозволяючи повітрю вільніше надходити та виходити. Apple заявляє, що редизайн їхніх навушників дозволяє їй «конкурувати з високоякісними навушниками, які коштують на сотні доларів дорожче». Огляди Gizmodo і TechRadar повідомляють, що, хоча оновлені навушники звучали краще, ніж їх попередники, рецензенти вважали, що якість звуку все ще є низькою. Крім того, обидва заявили, що навушники EarPods бліді в порівнянні з іншими навушниками подібної цінової категорії.
Інші аксесуари, які продаються з iPod Touch, включають шнурок для iPod Touch loop (недоступний для моделі 16 ГБ).

## Оцінки
Ендрю Вільямс з TrustedReviews відзначив спільні особливості iPod touch 5-го покоління з iPhone 5, водночас похвалив дизайн і респектабельне підключення. Грем Барлов з TechRadar високо оцінив покращений екран, більше кольорових варіантів, якісніші навушники та невелику вагу iPod, одночасно критикуючи «скидання» порту Lightning. Скотт Штейн з CNET високо оцінив покращену якість камери та дизайн, але зауважив, що iPod touch все ще слабкіший і переоцінений у порівнянні з іншими пристроями iOS.